# NGC 6377
NGC 6377 est une galaxie spirale relativement éloignée et située dans la constellation du Dragon. Sa vitesse par rapport au fond diffus cosmologique est de 8 640 ± 28 km/s, ce qui correspond à une distance de Hubble de 127,4 ± 8,9 Mpc (∼416 millions d'al). NGC 6377 a été découverte par l'astronome américain Lewis Swift en 1886.
NGC 6377 et NGC 6376 constitue une paire de galaxies, en interaction.